# José Solchaga
José Solchaga Zala (1881, Aberin, Navarra - 1953) foi um General Espanhol que lutou pelos Nacionalistas na Guerra Civil Espanhola.
Um oficial profissional Navarro do Exército Espanhol, em 1936 ele juntou-se ao golpe contra o governo Republicano. Ele liderou as tropas de Navarra na campanha contra Guipúscoa. Em 5 de Agosto de 1936, as suas tropas ocuparam Irún, cortando a zona Republicana detida no Norte da Fronteira Francesa e San Sebastián em 13 de Setembro. Mais tarde, ele foi promovido a General, liderando as tropas Nacionalistas na campanha da Biscaia. Em Agosto, ele liderou as Brigadas de Navarra na Batalha de Santander, e em Setembro de 1937 ele foi um dos comandantes Nacionalistas na campanha contra as Astúrias, e em Março de 1938 ele liderou as divisões de Navarra durante a Ofensiva de Aragão. Em Junho de 1938 ele liderou o Corpo de Exército de Turia na batalha da Linha XYZ. Em Dezembro de 1938, ele liderou o Corpo de Exército de Navarra na Ofensiva da Catalunha e em Março de 1939 na Ofensiva final da Guerra Civil Espanhola.